# Caloplaca glomerata
Caloplaca glomerata är en lavart som beskrevs av Ulf Arup. Caloplaca glomerata ingår i släktet orangelavar, och familjen Teloschistaceae. Arten är reproducerande i Sverige.